# Ljudmila Ivanovna Turiscseva
Ljudmila Ivanovna Turiscseva (Szovjetunió, Groznij, 1952. október 7. –)  négyszeres olimpiai-, sokszoros világ- és Európa-bajnok szovjet tornásznő.
Turiscseva komolyan tornázni Kim Vasszermannál kezdett 1962-ben, aki háromszor kereste fel Ljudmila szüleit ezért. Közel két évig edzett Vasszerman keze alatt, és már ez időben kitűnt precizitásával és célratörésével. 1964-ben edzője lánytanítványait átadta Vlagyiszlav Rasztorockijnak, mert a továbbiakban csak fiúkkal foglalkozott.
Először Mexikóban vált olimpiai bajnokká, csapatban, 1968-ban. 1972-ben Münchenben már csapatban is és egyéni összetettben is aranyérmet nyert.
Megingathatatlan karakterére jellemző, hogy amikor 1975-ben a londoni világkupán a felemás korlát gyakorlata bemutatása közben a háta mögött összedőlt a szer, szeme sem rebbent, kivárta amíg felállították azt újra, megcsinálta a gyakorlatot és győzött.